# Oost-Pruisenoffensief
Het Oost-Pruisenoffensief (Russisch: Восточно-Прусская операция) was een onderdeel van de veldtocht van het Rode Leger aan het oostfront in de winter van 1945. Vanaf 13 januari 1945 tot 25 april 1945 vielen het 2e Wit-Russische Front, het 3e Wit-Russische Front en het 1e Baltische Front de Duitse Heeresgruppe Mitte in Oost-Pruisen aan. Na hevige gevechten werden de Duitse legers naar de Oostzeekust teruggedreven, omsingeld in verschillende pockets en ten slotte vernietigd. Omdat dit de eerste aanval van het Rode Leger op Duits grondgebied was, waren de gevechten bijzonder hevig. De Sovjets waren door hun oorlogspropaganda opgehitst om zich te wreken voor het leed van de voorbije jaren en de Duitsers waren vastbesloten om hun burgers te beschermen. Na een beleg van enkele maanden viel de hoofdstad Koningsbergen op 8 april 1945 in handen van het 3e Wit-Russische Front.
De aanval van het Rode Leger op deze Duitse provincie leidde tot een grote stroom vluchtelingen naar het westen. Talloze Duitse burgers kwamen om tijdens deze tocht onder barre weersomstandigheden. Dit offensief staat ook bekend als het Tweede Oost-Pruisische offensief, want het Rode leger had reeds in oktober 1944 een poging ondernomen om Oost-Pruisen te veroveren. Deze poging leidde tot de mislukte Gumbinnen-operatie.

## Plan voor de winterveldtocht 1945

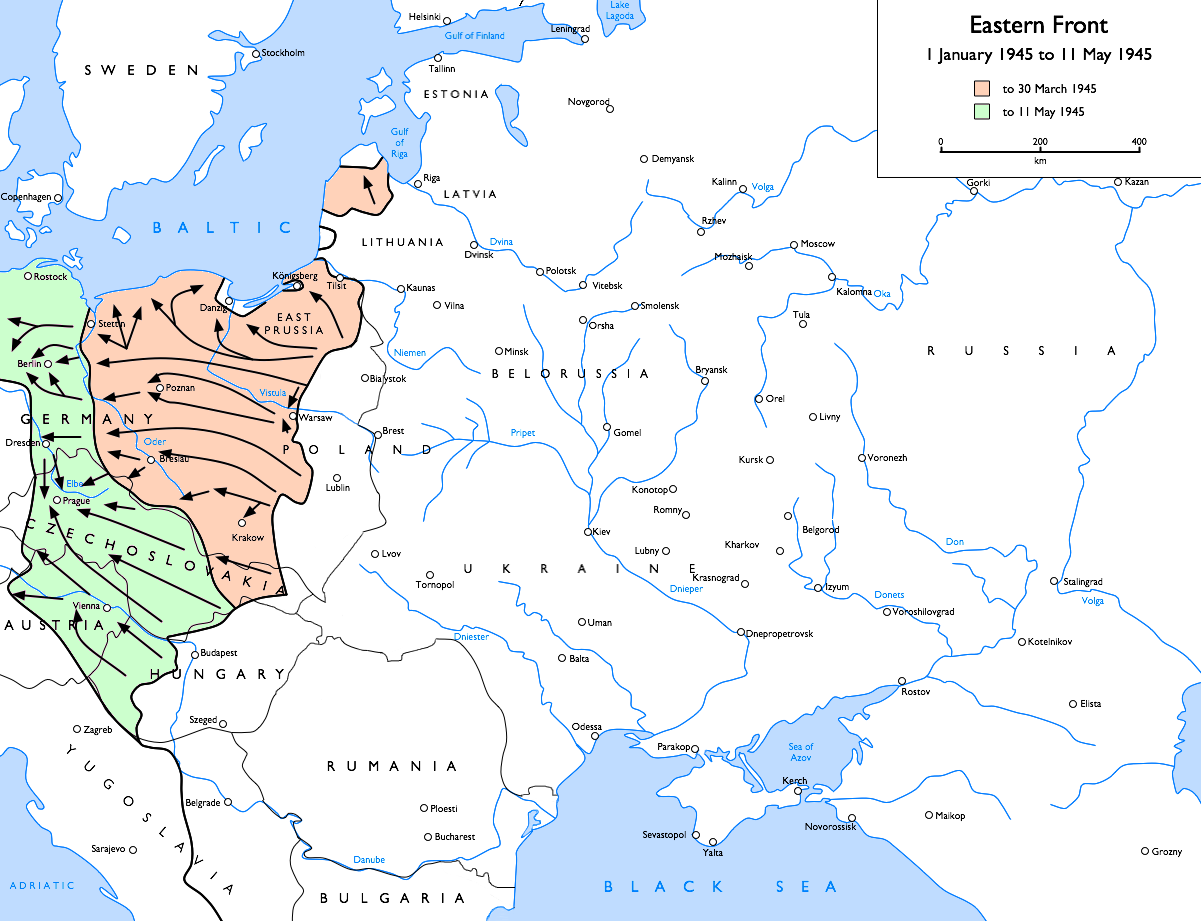
Veldtocht van het Rode Leger in januari 1945

Eind oktober 1944 begon Stavka aan de planning van de winterveldtocht van het Rode Leger. Het 1e Wit-Russische Front (maarschalk G.K. Zjoekov) zou de belangrijkste aanval uitvoeren langs de as Warschau-Berlijn tegen de Duitse Heeresgruppe A. Het 3e Wit-Russische Front kreeg de taak om de Heeresgruppe Mitte frontaal aan te vallen en te verdrijven uit het zwaar verdedigde Oost-Pruisen. Hiervoor kregen ze de hulp van het 1e Baltische Front. Het 2e Wit-Russische Front (Maarschalk K.K. Rokossovski) moest de rechterflank van het 1e Wit-Russische Front beschermen en oprukken langs de benedenloop van de Weichsel. Ze moesten de loop van de rivier volgen tot aan de monding bij Danzig. Als ze de havenstad bereikten, dan zouden de Duitse strijdkrachten in Oost-Pruisen van de rest van Duitsland worden afgesneden. Het 3e Wit-Russische Front en het 1e Baltische Front zouden daarna de omsingelde Duitse eenheden vernietigen.
Voor het offensief herschikte Jozef Stalin zijn bevelhebbers. Een van de belangrijkste wijzigingen betrof het commando over de fronten. Maarschalk Zjoekov verving maarschalk Rokossovski als bevelhebber van het 1e Wit-Russische Front. Maarschalk Rokossovski was woedend dat hij opzij werd geschoven naar een minder belangrijke positie. Stalin wou echter niet dat een maarschalk van Poolse afkomst de belangrijkste Russische aanval zou leiden.

## Situatie aan het oostfront

### Sovjetzijde
In de nasleep van het Memeloffensief had het 3e Wit-Russische Front een poging gedaan om Oost-Pruisen binnen te dringen in oktober 1944, maar was na hevige gevechten bij Goldap teruggedreven. Sindsdien had het Rode Leger geen nieuwe poging ondernomen. Het 3e Wit-Russische Front nam posities in van de Oostzeekust tot aan de Narew. Generaal Tsjernjachovksi beschikte over 708 600 soldaten en 839 tanks.
Ten zuiden van het 3e Wit-Russische Front lagen de troepen van het 2e Wit-Russische Front. Maarschalk K.K.Rokossovski had zijn legers geconcentreerd in twee bruggenhoofden over de Narew, ten noorden van Warschau. Hij had 881.500 manschappen en 1186 tanks. Opgehitst door de pamfletten van Ilja Ehrenberg en hun politieke commissarissen begingen de soldaten van het Rode Leger op grote schaal oorlogsmisdaden tegen krijgsgevangenen en de burgerbevolking.

### Slagorde van het Rode Leger
- 2e Wit-Russische Front (maarschalk Konstantin Rokossovski)
  - 5e Garde Tankleger
  - 2e Stoottroepenleger
  - 3e Leger
  - 49e Leger
  - 50e Leger
  - 48e Leger
  - 70e Leger
  - 65e Leger
- 3e Wit-Russische Front (generaal Tsjernjachovksi)
  - 2e Gardeleger
  - 31e Leger
  - 11e Gardeleger
  - 39e Leger
  - 5e Leger
  - 28e Leger

### Duitse zijde
Na de mislukte Goldap-Gumbinnen operatie in oktober 1944 was het relatief rustig gebleven in deze sector van het oostfront. De Duitsers maakten gebruik van deze luwte in de gevechten om hun verdediging verder te versterken. Er werden mijnenvelden gelegd, tankgrachten gegraven en nieuwe bunkers aangelegd. Generaal Georg-Hans Reinhardt maakte gebruik van de verdedigingstactieken, die de Sovjets bij Koersk hadden gebruikt. De mijnenvelden en tankgrachten moesten de aanvallende tanks in de richting van de gevreesde 88-mm antitankkanonnen leiden. De talloze bossen en moerassen van Oost-Pruisen zorgden voor een natuurlijke verdediging.
Adolf Hitler was ervan overtuig dat de belangrijkste aanval in Oost-Pruisen zou plaatsvinden en daarom werd Heeresgruppe Mitte versterkt met het Parachutisten-Pantserkorps Hermann Göring en Pantserkorps Großdeutschland.

### Opstelling van de Wehrmacht
- Heeresgruppe Mitte (generaal Georg-Hans Reinhardt)
  - 4e Leger (generaal Friedrich Hoßbach)
    - Parachutisten-Pantserkorps Hermann Göring (generaal Wilhelm Schmalz)
    - 41e Pantserkorps (generaal Helmuth Weidling)
    - 55e Legerkorps (generaal Friedrich Herrlein)
    - 6e Legerkorps (generaal Horst Großmann)

  - 3e Pantserleger (generaal Erhard Raus)
    - 26e Legerkorps (generaal Gerhard Matzky)
    - 9e Legerkorps (generaal Rolf Wuthmann)
    - 28e Legerkorps (generaal Hans Gollnick)

  - 2e Leger (generaal Walter Weiss)
    - 20e Legerkorps (generaal der Infanterie Rudolf Freiherr von Roman)
    - 23e Legerkorps (generaal der Infanterie Walter Melzer)
    - 27e Legerkorps (generaal Maximilian Felzmann)

## Offensief

### Insterburg–Koningsbergenoffensief (13 januari 1945 - 26 januari 1945)
Op 13 januari lanceerde het 3e Wit-Russische Front zijn aanval. Het tactische plan van generaal Tsjernjachovksi was eigenlijk niets meer dan een frontale aanval van vier legers op de Duitse verdediging. Als de doorbraak was geforceerd, dan zou het 11e Gardeleger ingezet worden. Het 31e Leger zou de verbinding met het 2e Wit-Russische Front vormen.
Vanaf de eerste dag kreeg het Sovjet-offensief problemen. Bij de eerste beschietingen had generaal Raus zijn troepen uit de eerste stellingen teruggetrokken. De Russische granaten vielen dus voornamelijk op lege stellingen. Zodra de beschietingen ophielden, namen de Duitsers terug hun posities in. In het noordelijke gedeelte van het front stonden het 39e Leger en 43e Leger (van het 1e Baltische Front) voornamelijk tegenover slecht getrainde Volksturmeenheden. Deze licht bewapende eenheden bezetten de sterke fortificaties van de Eerste Wereldoorlog, die langsheen de Memel waren opgetrokken. De verovering van deze bunkers en forten verliep echter erg langzaam, want de beide Sovjetlegers bestonden voornamelijk uit infanterie.

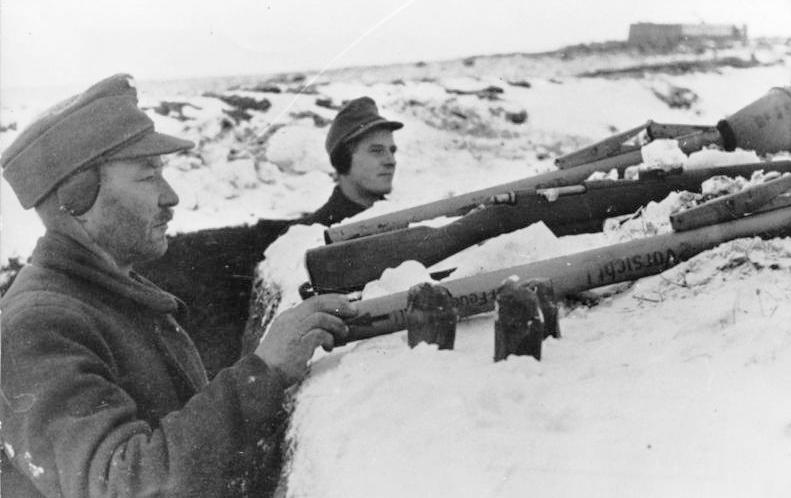
Volkssturm

In het centrum probeerden het 5e en het 28e Leger een doorbraak te forceren in de richting van Insterburg. Op de eerste dag maakten de Sovjets goede vorderingen, maar daarna stokte hun opmars. De typische Pruisische dorpjes, met hun bakstenen huizen en versterkte ommuringen, vormden uitstekende verdedigingsstellingen. De Duitsers lieten de Sovjet naderen en pas op het laatste moment openden ze het vuur. Ze schakelden eerst de tanks uit en daar was de begeleidende infanterie een gemakkelijke prooi. De Sovjets konden hun artillerie niet inzetten, want dan zouden ze hun eigen troepen treffen. Wanneer ze zich hergroepeerden voor een nieuwe aanval, glipten de Duitse verdedigers onder dekking van de duisternis weg uit het dorp. Dankzij de plaatselijke Volksturm konden ze via kleine paden hun eigen linies terug bereiken. De Sovjets veroverden dan een leeg dorp en ze trokken verder naar westen. De volgende nacht slopen de Duitsers terug naar het dorp en overvielen de Sovjet troepen. Hierdoor was er geen duidelijke frontlijn meer en de bevelhebbers van het 5e en 28e Leger verloren het initiatief. Dorpen die waren veroverd, bleken enkele dagen later terug in handen te zijn van de Duitsers en dorpen waar hevig werd gevochten, bleken plots verlaten te zijn. Als er toch een doorbraak dreigde, dan zette generaal Raus zijn Pantserkorps Großdeutschland in.

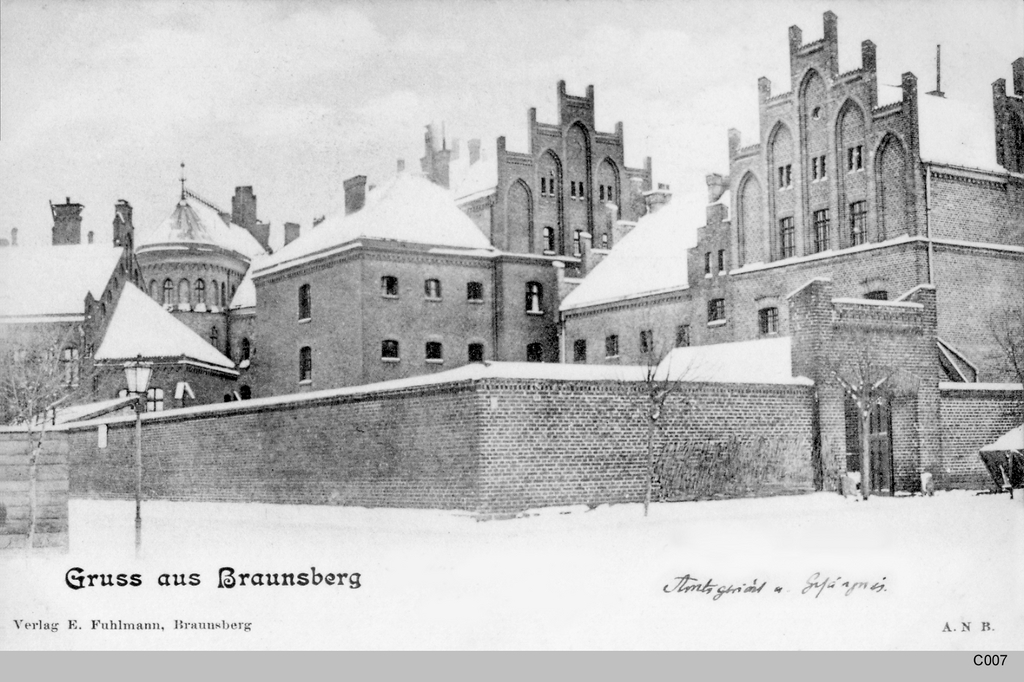
Braunsberg

In het gebied van het 2e Gardeleger bevonden zich minder dorpen, maar bestond het terrein uit bossen, meren en moerassen. Hier lagen de landgoederen van de Pruisische jonkers en deze vierkante herenboerderijen met hun hoge muren vormden geduchte verdedigingsstellingen. Vanaf oktober 1944 waren de Duitsers in de weer geweest om dit gebied te versterken met tankgrachten en mijnenvelden. Ze waren zodanig aangelegd dat de aanvallers naar de sterkste verdedigingspunten werden geleid. Het 2e Gardeleger moest hevig vechten om elke meter grond. De Duitse verdediging was des te fanatieker omdat ze wisten dat met elke dag dat ze standhielden er meer burgers naar het westen konden ontsnappen.
Ondanks zijn protest kreeg generaal Raus op 15 januari 1945 het bevel om het Pantserkorps Großdeutschland naar het zuiden te sturen. Er was een doorbraak aan het Weichselfront en alle beschikbare reserves moesten worden ingezet. Generaal Tsjernjachovksi besefte dat zijn aanval was vastgelopen en hij wierp zijn laatste reserve, het 11e Gardeleger, in de strijd tegen de verzwakte Duitse linkerflank. Op 18 januari 1945 sloeg dit leger een bres in de verdediging tussen de Inster en de Memel. Generaal Raus had geen reserves meer om het gat te dichten en hij beval een terugtocht naar Koningsbergen.
Generaal Tsjernjachovksi probeerde het 3e Pantserleger onder druk te houden, maar zijn troepen waren te vermoeid. Hij had enkele dagen nodig om hen te hergroeperen en de verliezen aan te vullen. Van deze luwte in de gevechten profiteerde generaal Raus om zijn leger naar Koningsbergen terug te trekken. Hij hoopte dat zijn leger zou worden geëvacueerd, maar Hitler beval hem stand te houden. Op 24 januari 1945 omsingelde het 3e Wit-Russische Front Koningsbergen. Het 3e Pantserleger en 200 000 vluchtelingen zaten vast in de stad. Een dag later werd ook Samland, met de havenstad Pillau omsingeld. Door de terugtocht was ook de positie van het 28e Legerkorps in het omsingelde Memel niet langer houdbaar. Ze werden op 27 januari 1945 over zee geëvacueerd naar Pillau.

### Mława-Elbingoffensief (14 januari 1945 - 27 januari 1945)
Vanuit twee bruggenhoofden over de Narew lanceerde het 2e Wit-Russische Front op 14 januari 1945 zijn aanval tegen de posities van het Duitse 2e Leger. Het doel van de linkervleugel, bestaande uit het 65e Leger en het 70e Leger, was Danzig. De rechtervleugel, gevormd door het 3e leger, het 48e leger en het 2e Stoottroepenleger, kreeg als opdracht om Marienburg te bezetten en de rechteroever van de Weichsel te veroveren. Reeds na twee dagen was de Duitse verdediging doorbroken en wierp maarschalk K.K.Rokossovski zijn mobiele eenheden in de strijd. Het 5e Gardetankleger rukte op naar de Baltische kust.
Op 20 januari 1945 gaf Stavka het bevel om de richting van de aanval te wijzigen. De aanval van het 3e Wit-Russische Front verliep minder goed dan verhoopt en maarschalk Rokossovski moest zijn collega ondersteunen door aan te vallen in de richting van centraal Oost-Pruisen. Door deze nieuwe aanvalsrichting ontstond er een groot gat tussen het 2e Wit-Russische Front en het 1e Wit-Russische Front, dat nog steeds in de richting van Berlijn oprukte. Stavka was er echter van overtuigd dat het Duitse leger niet meer voldoende reserves had om deze situatie uit te buiten.
De Duitse bevelhebbers werden verrast door deze nieuwe aanvallen. Allenstein viel op 22 januari in handen van de Sovjets. Onbewust dat de stad was gevallen, bleven de Duitsers nog steeds treinen met vluchtelingen naar het stadje sturen. Russische kozakken vielen de treinen aan en dwongen de vluchtelingen om te voet verder te trekken. Het 5e Garde Tankleger bereikte op 23 januari 1945 Elbing en kon in de verwarring ongehinderd de stad bezetten. Na een hevig gevecht werden de tanks terug uit het stadje verdreven. De opmars dreigde Heeresgruppe Mitte te omsingelen.

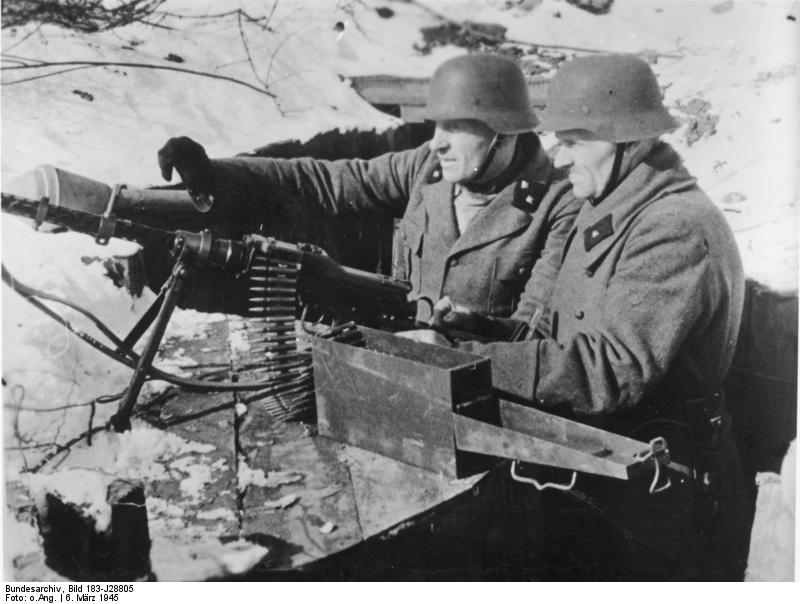
Duitse positie

Ondanks het uitdrukkelijk verbod van Adolf Hitler trok generaal Hossbach het 4e Leger terug uit zijn vooruitgeschoven posities. Door de opmars van het 2e Wit-Russische Front was de positie van het 4e Leger onhoudbaar geworden. Generaal Hossbach was vastbesloten om een omsingeling te vermijden en hij organiseerde een tegenaanval. In plaats van het sterke 5e Garde Tankleger besloot hij het zwakkere 48e Leger aan te vallen. Als er een doorbraak was geforceerd, dan was het zijn bedoeling om zo veel mogelijk soldaten en burgers te laten ontsnappen naar het westen. In de nacht van 26 januari 1945 ging de uitbraakpoging van start. Aanvankelijk werden de Sovjets verrast en boekten de Duitsers vooruitgang. Ten zuiden van Elbing werd een smalle ontsnappingscorridor door de Sovjet linies geopend, maar op 29 januari 1945 had maarschalk Rokossovski opnieuw het initiatief naar zich toe getrokken en het 5e Garde Tankleger sneed de ontsnappingsroute af. Bovendien had Adolf Hitler generaal Hossbach op 29 januari ontslagen als bevelhebber van het 4e Leger. Deze wisseling van commando tijdens de uitbraakpoging veroorzaakte veel verwarring, waardoor de poging uiteindelijk mislukte.
Het 5e Garde Tankleger bereikte op 27 januari 1945 het Frische Haf, een groot standmeer voor de kust. Oost-Pruisen was nu afgesneden van de rest van Duitsland en het grootste gedeelte van Heeresgruppe Mitte was omsingeld in drie enclaves, namelijk Heiligenbeil, Koningsbergen en Pillau.

### Het februaridilemma
Begin februari 1945 stond Jozef Stalin voor een moeilijke keuze. In drie weken tijd had het Rode Leger grote vooruitgang geboekt. Het grootste gedeelte van Polen was veroverd, het industriegebied van Silezië was bezet, Oost-Pruisen was omsingeld en het Rode Leger was tot op minder dan zeventig kilometer van Berlijn genaderd. Hierdoor waren de fronten van het Rode Leger echter verspreid geraakt en waren hun flanken kwetsbaar voor tegenaanvallen. In het zuiden bevond het 1e Oekraïense Front (maarschalk Koniev) zich aan de oevers van de Oder in Silezië. Zijn eenheden trokken naar het zuiden, richting Breslau. Het zwaartepunt van het 1e Wit-Russische Front bevond zich aan de bruggenhoofden van de Oder nabij Küstrin, maar een ander gedeelte belegerde nog steeds Posen. Het 2e Wit-Russische Front bevond zich aan de Baltische kust bij Elbing, maar was naar het oosten georiënteerd. Het 3e Wit-Russische Front belegerde Koningsbergen.
Stalin besloot om de aanval in de richting van Berlijn te annuleren en eerst zijn legers te hergroeperen. Maarschalk Koniev kreeg opdracht om Silezië te veroveren en nadien terug op te rukken in de richting van Görlitz. Het 1e Wit-Russische Front moest de bruggenhoofden aan de Oder versterken, Posen veroveren en daarna het 2e Wit-Russische Front ondersteunen bij de aanval op Pommern. Daarna moest maarschalk Rokossovski samen met het 3e Wit-Russische Front de Duitse eenheden in de Heiligenbeil-Pocket vernietigen en Koningsbergen innemen.

## Vernietiging van de omsingelde legers

### Heiligenbeil Pocket (13 – 22 maart 1945)
Na de gevechten in Pommern keerde de aandacht van het Rode Leger terug naar Oost-Pruisen. Tijdens de luwte in de gevechten hadden de omsingelde Duitse troepen in Heiligenbeil, Koningsbergen en Pillau zich kunnen verenigen, maar nu gaf Stavka het bevel om de omsingelde Duitse troepen te vernietigen en Köningsbergen te veroveren. Op 13 maart 1945 ging het Rode Leger in de aanval. Als eerste stap was het de bedoeling om een wig te drijven tussen het 4e Leger en de troepen in de stad. Op 15 maart 1945 bereikte de voorhoede van het Rode Leger de Baltische kust ongeveer vijf kilometer ten zuiden van de stad. Het 3e Wit-Russische Front begon de pocket vanuit het oosten langzaam in te drukken. De Duitse posities werden voortdurend bestookt door artillerie en bommenwerpers. Op 20 maart 1945 viel Braunsberg in handen van het Rode Leger. Eenheden van het 4e Leger en talloze burgervluchtelingen probeerden in kleine bootjes het Frische Haf over te steken naar de Frische Nehrung, de smalle schoorwal. Onbeschermd tegen de weersomstandigheden en de aanvallen van Sovjet-vliegtuigen overleefden honderden deze overtocht niet. Vanaf de schoorwal trokken ze verder naar Pillau, in de hoop te worden geëvacueerd.
Het stadje Heiligenbeil viel op 25 maart en een dag later ook het havenstadje Rosenberg. De restanten van het 4e Leger trokken zich terug naar schiereiland Kahlholzeher Haken, waar ze nog steeds standhielden. Vanuit Balga probeerde de Kriegsmarine nog steeds vluchtelingen te evacueren. Op 29 maart 1945 gaven de laatste soldaten in de pocket zich over.

### Val van Koningsbergen (6 – 9 april 1945)
Na de vernietiging van de Heiligenbeil pocket richtte maarschalk Vasilevski zijn aandacht op Koningsbergen. Op 6 april 1945 werd de stad afgesneden van zijn laatste verbinding met Pillau, de havenstad. Maarschalk Vasilevski wierp vier legers in de strijd tegen de uitgeputte verdedigers. Vanuit het noorden vielen het 39e Leger, 43e Leger en het 50e Leger aan. Vanuit het zuiden naderde het 11e Gardeleger. Na een hevige strijd capituleerde het garnizoen op 9 april 1945.

### Val van Pillau (13 – 25 april 1945)

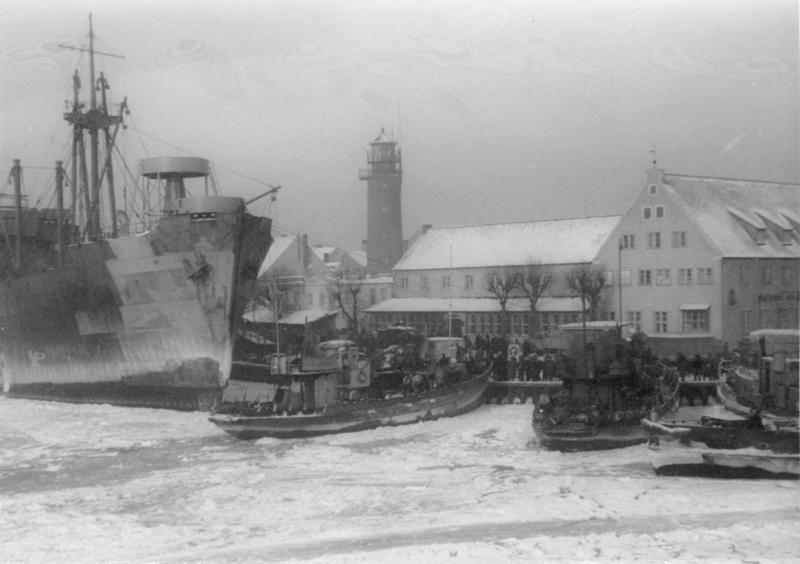
Pillau, januari 1945

Na de val van Koningsbergen hield het 26e Legerkorps (Generaal Hans Gollnick) nog stand in Samland. Deze strijdmacht was een samenraapsel van verschillende eenheden, die probeerde de havenstad Pillau zo lang mogelijk te beschermen. Dit stadje aan het uiteinde van het schiereiland was de enige havenstad waar grotere schepen konden aanmeren. In Pillau bevonden zich tienduizenden vluchtelingen.
Op 13 april 1945 viel het 1e Baltische Front aan, maar de Duitsers verdedigden zich koppig. Er werd hevig gevochten voor elke meter grond. Ook kon generaal Hans Gollnick rekenen op de artilleriesteun van de laatste grote schepen van de Kriegsmarine, de Prinz Eugen en de Admiral Scheer. De Duitse verdedigers beseften dat elke dag dat ze standhielden betekende dat er meer vluchtelingen konden ontsnappen. Enkel na een onafgebroken strijd van twaalf dagen viel op 25 april 1945 de haven van Pillau in handen van het 1e Baltische Front en pas op 27 april gaven de laatste verdedigers zich over.

## Vluchtelingen

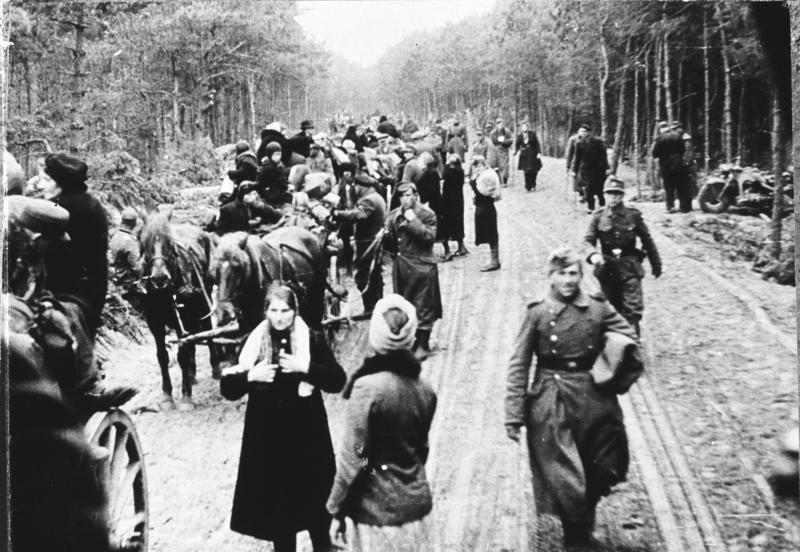
Vluchtelingen

Begin januari 1945 telde Oost-Pruisen ongeveer 2,4 miljoen inwoners. Hoewel er verschillende plannen voor de ontruiming van de provincie bestonden, weigerde de gauleider Erich Koch de burgers te evacueren. Hij gebruikte hen om verdedigingswerken aan te leggen en volgens hem zouden de soldaten van de Wehrmacht beter vechten als hun familieleden zich dicht achter de frontlijn bevonden.
Pas op 20 januari 1945 gaf gauleider Koch toestemming, maar het was reeds te laat om de evacuatie op een ordelijke manier te laten verlopen. De Duitse overheid kon de toestroom van burgers niet aan. De opmars van het Rode leger veroorzaakte paniek. De verhalen over moord, plundering en verkrachting deden de ronde. Duizenden vluchtelingen trokken onder barre weersomstandigheden te voet naar het westen. Sneeuw, wind en temperaturen ver onder het vriespunt zorgden voor vele doden. Op 21 januari 1945 zette admiraal Dönitz operatie Hannibal in gang. Tijdens deze operatie organiseerde de Kriegsmarine de grootste maritieme evacuatie. Het doel was om zo veel mogelijk Duitsers uit handen van de Sovjets te redden.
Op 27 januari 1945 sneed het Rode Leger de laatste ontsnappingsroute over land af. De enige uitweg was nu over het bevroren Frische Haf naar de Frische Nehrung om van daaruit naar Danzig of Pillau verder te trekken. Russische jachtvliegtuigen bestookten voortdurend deze colonnes vluchtelingen.
Ongeveer 300.000 vluchtelingen kwamen om tijdens de oorlogsmaanden in 1945 en 800.000 burgers wisten Oost-Pruisen te ontvluchten.

## Resultaat
De aanval op Oost-Pruisen werd op hetzelfde moment uitgevoerd als het Wisła-Oderoffensief en het resultaat was de vernietiging van Heeresgruppe Mitte. Toch was dit offensief minder succesvol, dan het Wisła-Oderoffensief. De troepen van het Rode Leger, en meer bepaald het 3e Wit-Russische Front leden zware verliezen bij hun aanval. Dit was te wijten aan de sterke Duitse verdedigingslinie, maar ook aan het koppige verzet van de Duitse soldaten die op hun eigen grondgebied vochten. Hun volgehouden verzet was een van de oorzaken dat Stalin het eindoffensief naar Berlijn enkel in april 1945 kon hervatten.
De bevolking van Oost-Pruisen had erg te lijden onder de oorlog. De soldaten van het Rode Leger pleegden veel oorlogsmisdaden in Oost-Pruisen. Plundering, verkrachting en moord werden oogluikend toegestaan door hun officieren en in sommige gevallen zelfs aangemoedigd. Het waren echter voornamelijk soldaten van het tweede echelon en de NKVD-regimenten, die zich hieraan schuldig maakten.